# Världsmästerskapen i alpin skidsport 1991
Världsmästerskapen i alpin skidsport 1991 arrangerades i Saalbach-Hinterglemm mellan 22 januari och 3 februari 1991.
Solskenet träffade ofta Saalbach-Hinterglemms snö under tävlingarna, som är ihågkomna som de soligaste någonsin. Tävlingarna innebar även genombrottet för flera åkare som skulle komma att skörda internationella framgångar under 1990-talet, som Österrikes Stephan Eberharter. och Sveriges Pernilla Wiberg.

## Resultat herrar

### Störtlopp
Datum: 27 januari 1991

| Placering | Land    | Namn              | Tid     |
| --------- | ------- | ----------------- | ------- |
| 1         | Schweiz | Franz Heinzer     | 1.54,91 |
| 2         | Italien | Peter Runggaldier | 1.55,16 |
| 3         | Schweiz | Daniel Mahrer     | 1.55,57 |

### Super-G
Datum: 23 januari 1991

| Placering | Land      | Namn                | Tid     |
| --------- | --------- | ------------------- | ------- |
| 1         | Österrike | Stephan Eberharter  | 1.26,73 |
| 2         | Norge     | Kjetil André Aamodt | 1.28,27 |
| 3         | Frankrike | Franck Piccard      | 1.28,55 |

### Storslalom
Datum: 3 februari 1991
| Placering | Land      | Namn            | Tid     |
| --------- | --------- | --------------- | ------- |
| 1         | Österrike | Rudolf Nierlich | 2.29,94 |
| 2         | Schweiz   | Urs Kälin       | 2.30,29 |
| 3         | Sverige   | Johan Wallner   | 2.30,73 |

### Slalom
Datum: 22 januari 1991
| Placering | Land      | Namn                  | Tid     |
| --------- | --------- | --------------------- | ------- |
| 1         | Luxemburg | Marc Girardelli       | 1.55,38 |
| 2         | Österrike | Thomas Stangassinger  | 1.55,96 |
| 3         | Norge     | Ole Kristian Furuseth | 1.56,00 |

### Kombination
Datum: 28 januari 1991
| Placering | Land      | Namn               | Tid   |
| --------- | --------- | ------------------ | ----- |
| 1         | Österrike | Stephan Eberharter | 16,28 |
| 2         | Italien   | Kristian Ghedina   | 26,41 |
| 3         | Österrike | Günther Mader      | 27,54 |

## Resultat damer

### Störtlopp
Datum: 26 januari 1991
| Placering | Land          | Namn                | Tid     |
| --------- | ------------- | ------------------- | ------- |
| 1         | Österrike     | Petra Kronberger    | 1.29,12 |
| 2         | Frankrike     | Nathalie Bouvier    | 1.29,56 |
| 3         | Sovjetunionen | Svetlana Gladisjeva | 1.29,63 |

### Super G
Datum: 29 januari 1991
| Placering | Land      | Namn          | Tid     |
| --------- | --------- | ------------- | ------- |
| 1         | Österrike | Ulrike Maier  | 1.08,72 |
| 2         | Frankrike | Carole Merle  | 1.08,83 |
| 3         | Österrike | Anita Wachter | 1.08,85 |

### Storslalom
Datum: 2 februari 1991
| Placering | Land      | Namn            | Tid     |
| --------- | --------- | --------------- | ------- |
| 1         | Sverige   | Pernilla Wiberg | 2.07,45 |
| 2         | Österrike | Ulrike Maier    | 2.07,61 |
| 3         | Tyskland  | Traudl Hächer   | 2.08,03 |

### Slalom
Datum: 1 februari 1991
| Placering | Land                                            | Namn               | Tid     |
| --------- | ----------------------------------------------- | ------------------ | ------- |
| 1         | Schweiz                                         | Vreni Schneider    | 1.25,90 |
| 2         | Socialistiska federativa republiken Jugoslavien | Nataša Bokal       | 1.26,06 |
| 3         | Österrike                                       | Ingrid Salvenmoser | 1.26,56 |

### Kombination
Datum: 25 januari 1991
| Placering | Land      | Namn               | Tid   |
| --------- | --------- | ------------------ | ----- |
| 1         | Schweiz   | Chantal Bournissen | 26,45 |
| 2         | Österrike | Ingrid Stöckl      | 33,76 |
| 3         | Schweiz   | Vreni Schneider    | 42,13 |

## Medaljligan
| Placering | Land          | Guld | Silver | Brons | Totalt |
| --------- | ------------- | ---- | ------ | ----- | ------ |
| 1         | Österrike     | 5    | 3      | 3     | 11     |
| 2         | Schweiz       | 3    | 1      | 2     | 6      |
| 3         | Sverige       | 1    | -      | 1     | 2      |
| 4         | Luxemburg     | 1    | -      | -     | 1      |
| 5         | Frankrike     | -    | 2      | 1     | 3      |
| 6         | Italien       | -    | 2      | -     | 2      |
| 7         | Norge         | -    | 1      | 1     | 2      |
| 8         | Jugoslavien   | -    | 1      | -     | 1      |
| 9         | Tyskland      | -    | -      | 1     | 1      |
|           | Sovjetunionen | -    | -      | 1     | 1      |

### Fotnoter
1. ↑  ”VM 2023: Mach's noch einmal, Saalbach-Hinterglemm” (på tyska). Skiing Penguin. 15 maj 2018. http://www.skiingpenguin.at/wm-2023-saalbach-hinterglemm/. Läst 7 augusti 2018.
2. ↑  ”Making a name for themselves” (på engelska). BBC. 22 december 2002. http://news.bbc.co.uk/sport2/hi/tv_and_radio/ski_sunday/1725091.stm. Läst 7 augusti 2018.
3. ↑  ”Här har du din karriär, Pillan” (på svenska). Svenska dagbladet. 12 april 2002. http://www.svd.se/har-har-du-din-karriar-pillan. Läst 7 augusti 2018.